# Би ла Мезјер
Би ла Мезјер (фр. Bus-la-Mésière) насеље је и општина у североисточној Француској у региону Пикардија, у департману Сома која припада префектури Мондидје.
По подацима из 2011. године у општини је живело 149 становника, а густина насељености је износила 21,75 становника/km². Општина се простире на површини од 6,85 km². Налази се на средњој надморској висини од 94 метара (максималној 114 m, а минималној 91 m).

## Демографија
| 1962. | 1968. | 1975. | 1982. | 1990. | 1999. | 2011. |
| ----- | ----- | ----- | ----- | ----- | ----- | ----- |
| 106   | 109   | 94    | 104   | 102   | 120   | 149   |

График промене броја становника у току последњих година